# Prospalta gypsina
Prospalta gypsina är en fjärilsart som beskrevs av George Francis Hampson 1914. Prospalta gypsina ingår i släktet Prospalta och familjen nattflyn. Inga underarter finns listade i Catalogue of Life.